# 天使口紅
《天使口紅》是日本漫畫家新井清子創作的日本漫畫作品。於1996年2月至1999年7月期間在漫畫雜誌《Chio》上連載，單行本全9冊。本作於1998年榮獲第44屆小學館漫畫賞的兒童部門賞。

## 故事簡介
藤谷未希奈的家族經營模特兒經紀公司「小天使」，未希奈也成為兒童模特兒，但一次的意外出糗，使她患上相機恐懼症，在鏡頭前便渾身不自在。時光荏苒，放棄成為模特兒的未希奈已經上高中，此時家族的經紀公司遇上了經營危機，而未希奈竟獲得一支有神秘力量的天使口紅，一擦上這支口紅，她就像變了個人，有勇氣站在鏡頭前。為了解除父母困境，也為了實現最初的夢想，未希奈利用口紅的力量再度踏進時尚圈。

## 主要角色
藤谷未希奈
本作主角，善良開朗的高中生。
曾經與好友麻理約定一起成為模特兒，但因相機恐懼症而一度放棄夢想。在天使口紅的幫助下重新朝模特兒的目標邁進。
喜歡周防廣夢。
森丘里砂子
模特兒，隸屬於經紀公司「維納斯」，自尊心高，厭惡以不正當的手段取勝。視未希奈為勁敵。
周防廣夢
當紅的高中生模特兒，藝名是「廣」。
幼時獨自撫養他的母親去世後，被鈴掛真帆收養。
因種種原因而認為未希奈的父母是害他母親死亡的元兇，但又不由自主受未希奈的吸引，為此苦惱。
鈴掛真帆
經紀公司「維納斯」的社長，曾是隸屬於「小天使」的模特兒。
認為未希奈的爺爺拆散她與未婚夫，暗中安排未希奈重返時尚圈，只為了實行更大的陰謀。

## 用語
天使口紅（エンジェルリップ）
從藤谷家突然冒出的夢幻口紅。
小天使（リトルエンジェル）
藤谷父親所經營的模特兒事務所。曾為業界口碑的第一名，現在則經營不善。
維納斯（ヴィーナス）
鈴掛真帆所經營的超人氣模特兒事務所。
御三家（ごさんけ）
在年輕模特兒當中非常有名氣，由廣（ヒロ）、小高（タカ）、亮（リョウ）所組成的3人團體。

## 出版書籍
| 卷數 | 小學館         | 小學館             | 東立出版社     | 東立出版社         |
| 卷數 | 發售日期       | ISBN               | 發售日期       | ISBN               |
| ---- | -------------- | ------------------ | -------------- | ------------------ |
| 1    | 1996年9月26日  | ISBN 4-09-137051-9 | 1998年8月15日  | ISBN 957-34-6793-3 |
| 2    | 1997年1月25日  | ISBN 4-09-137052-7 | 1998年8月26日  | ISBN 957-34-6794-1 |
| 3    | 1997年5月26日  | ISBN 4-09-137053-5 | 1998年11月15日 | ISBN 957-34-7279-1 |
| 4    | 1997年11月26日 | ISBN 4-09-137054-3 | 1999年1月20日  | ISBN 957-34-7306-2 |
| 5    | 1998年4月23日  | ISBN 4-09-137055-1 | 1999年10月6日  | ISBN 957-34-7307-0 |
| 6    | 1998年8月20日  | ISBN 4-09-137056-X | 1999年12月6日  | ISBN 957-34-8574-5 |
| 7    | 1999年2月24日  | ISBN 4-09-137057-8 | 2000年2月11日  | ISBN 957-34-8575-3 |
| 8    | 1999年6月26日  | ISBN 4-09-137058-6 | 2000年5月12日  | ISBN 957-34-9408-6 |
| 9    | 1999年10月26日 | ISBN 4-09-137059-4 | 2000年6月20日  | ISBN 957-34-9409-4 |